# Mari Ade
Mari Ade, fullständigt namn Karin Ing-Marie Andersson, född 29 januari 1934 i Östersund, död 17 juni 1997 i Laholm, var en svensk sångare och skådespelare.

## Biografi
Under uppväxttiden i Östersund medverkade hon i talangtävlingen Vi som vill upp och vid Barnens Dag-evenemang. Efter skoltiden arbetade hon i olika butiker samtidigt som hon sjöng och spelade revy och teater. 1954 medverkade hon i Sveriges Radios Talangprogram Morronkvisten. En av lyssnarna var nöjesprofilen Felix Alvo, som beslöt sig för att satsa på henne.
Virvelvinden från Östersund som hon senare kom att kallas, flyttade till Stockholm. Med litet fantasi ändrade hon sitt alltför vanliga namn Ing-Marie Andersson till Mari Ade. Hon fick engagemang på China-teatern i Stockholm, på Valand i Göteborg samt i många folkparker. Hon fick också en roll i filmen I rök och dans 1954. Samma år skivdebuterade hon med låten Följ Mej Bortåt Vägen tillsammans med Povel Ramel. Marie Ade fick också engagemang utomlands, bl.a. i London och New York.
Under 1960-talets andra hälft uppträdde hon bl.a. på China-teatern, Berns och Hamburger Börs med artister som Martin Ljung och Sune Mangs. Hon turnerade också med schlagerkompositören Jules Sylvain där hon sjöng hans sånger.
Mari Ade avbröt sin karriär när hennes make Arne Blixt (1932–1994) blev svårt sjuk och ägnade sin tid åt att sköta om honom. I mitten av 1990-talet drabbades hon av cancer. Makarna är begravda på Skummeslövs kyrkogård.Mari Ade var moster till media-profilen, idrottsvännen och entreprenören Adam Ade från TV-3´s Reality serie "Sandhamn" ifrån 2010. 

## Teater och revyer

### Roller
| År   | Roll        | Produktion | Regi                 | Teater              |
| ---- | ----------- | --- | -------------------- | ------------------- |
| 1958 | Medverkande | Stig Lommers sommarrevy 1958, revy Arvid Möller, Börge Möller, Hans Alfredson, Tage Danielsson och Gösta Rybrant | Stig Lommer          | Idéonteatern        |
| 1959 |             | Välkomna till varje pris!, revy Kar de Mumma                                                                     | Leif Amble-Næss      | Folkan              |
| 1961 |             | Resan till månen Per Edström                                                                                     | Per Edström          | Arenateatern        |
| 1962 |             | Bröderna Knall Bengt Linder                                                                                      | Sven Paddock         | Casinoteatern       |
| 1964 |             | Den stora effekten Robert Dhery                                                                                  | Stig Ossian Eriksson | Idéonteatern        |
| 1964 | Medverkande | Nya ryck i snöret, revy Emil Norlander, Povel Ramel, Beppe Wolgers                                               | Åke Falck            | Idéonteatern        |
| 1965 | Domina      | En kul grej hände på väg till Forum Stephen Sondheim, Burt Shevelove, Larry Gelbart                              | Gösta Bernhard       | Idéonteatern        |
| 1965 | Medverkande | Ta av dej skorna, revy Povel Ramel och Beppe Wolgers                                                             | Egon Larsson         | Turné/ Idéonteatern |